# Sólido de revolución

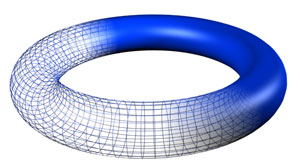
Un volumen con forma de toro se obtiene por la rotación de un círculo.

Un sólido de revolución es un sólido que puede obtenerse mediante la rotación de una curva plana alrededor de una recta que está contenida en su mismo plano. Dicha recta se denomina eje de revolución. La superficie creada por esta rotación y que encierra el sólido se denomina superficie de revolución. 
En principio, cualquier cuerpo con simetría axial o cilíndrica es un sólido de revolución. 

## Rotaciones alrededor de los ejes cartesianos

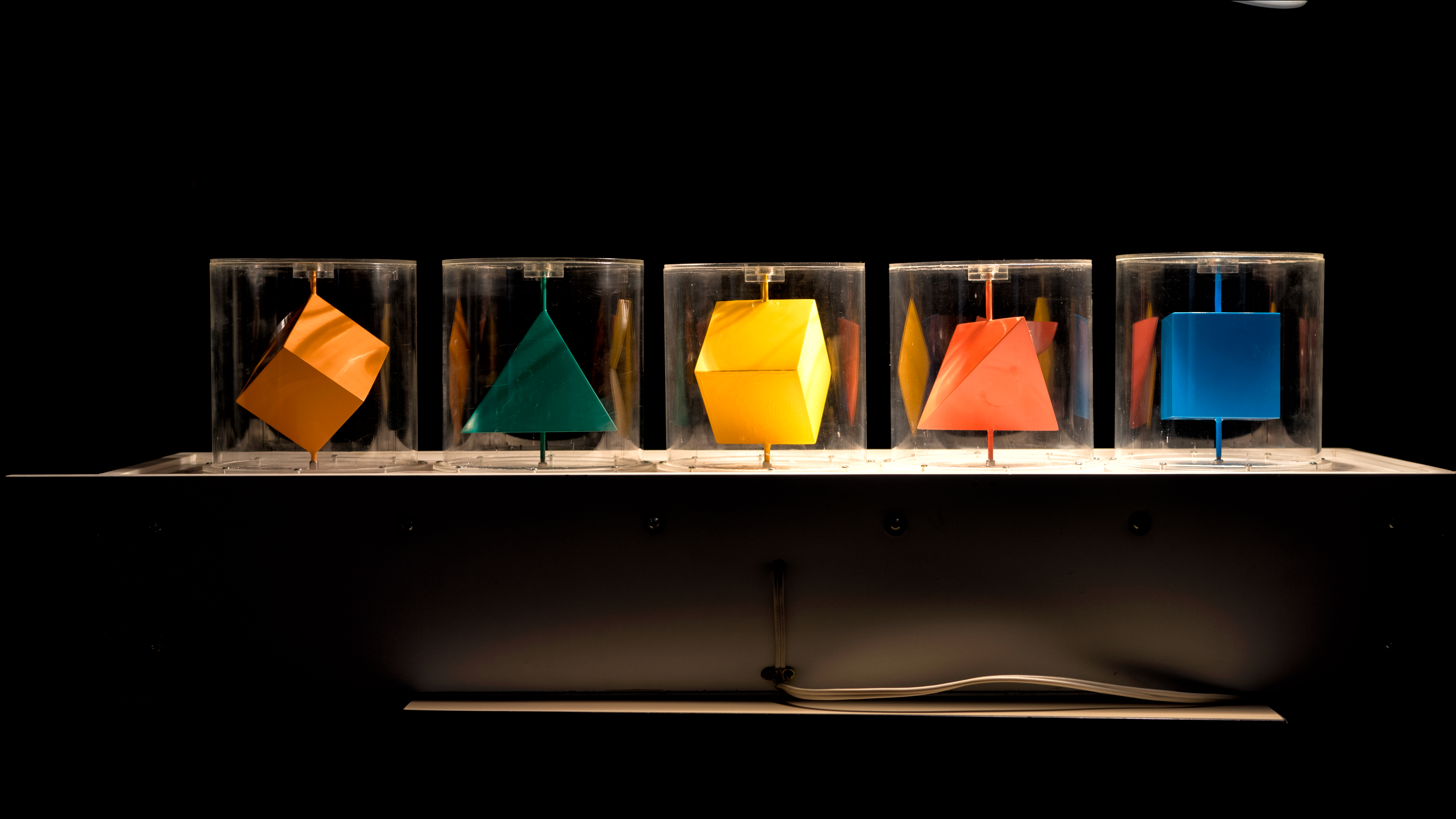
Sólidos en reposo

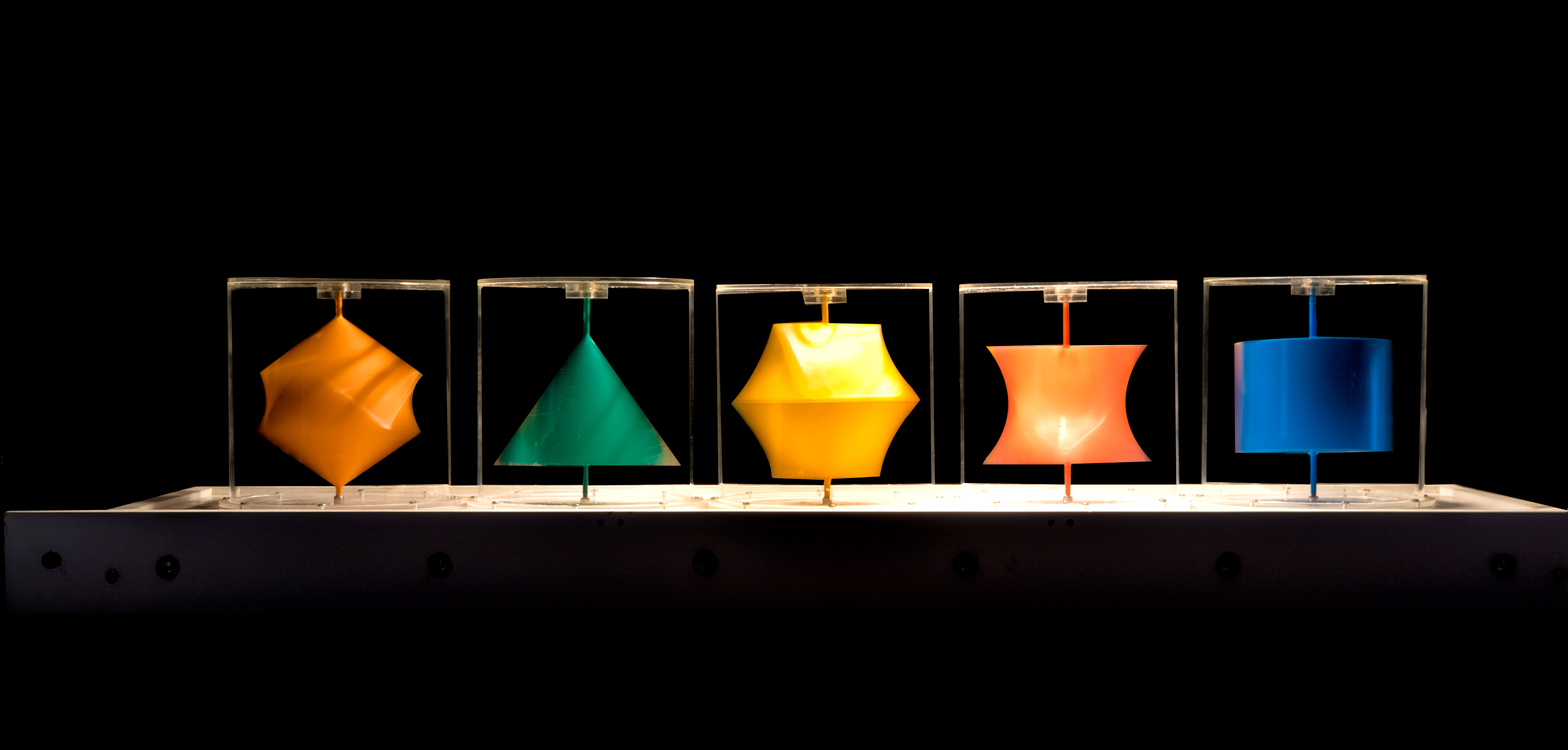
Sólidos giratoria, formación de la revolución de sólidos

El volumen de los sólidos generados por revolución alrededor de los ejes cartesianos se pueden obtener mediante las siguientes ecuaciones cuadráticas.

### Rotación paralela al eje de abcisasOx{\displaystyle Ox}
El volumen de un sólido generado por el giro de un área comprendida entre dos funciones {\displaystyle f(x)} y {\displaystyle g(x)} definidas en un intervalo {\displaystyle [a,b]} alrededor de un eje horizontal, es decir, una recta paralela al eje {\displaystyle Ox} de expresión {\displaystyle y=K} siendo {\displaystyle K} constante, viene dado por la siguiente fórmula genérica:

{\displaystyle V=\pi \int _{a}^{b}([f(x)-K]^{2}-[g(x)-K]^{2})\,{\text{d}}x}

En particular, si se gira una figura plana comprendida entre {\displaystyle y=f(x)}, {\displaystyle y=0}, {\displaystyle x=a} y {\displaystyle x=b} alrededor del eje {\displaystyle Ox}, el volumen del sólido de revolución viene generado por la fórmula:

{\displaystyle V=\pi \int _{a}^{b}[f(x)]^{2}\,{\text{d}}x} método de discos.

Ambas expresiones se deducen de que al hacer girar un área formada por innumerables rectángulos de base dx y altura {\displaystyle f(x)}, alrededor del eje {\displaystyle Ox}, se forman discos colocados verticalmente cuyos volúmenes sumados resultan en el volumen de todo el sólido.
Cada disco tiene por volumen el de un cilindro como si fuera una moneda acomodada verticalmente, es decir, {\displaystyle V=\pi r^{2}h} donde el radio de la base del cilindro es {\displaystyle f(x)}, y la altura del cilindro es {\displaystyle {\text{d}}x}, por lo que el volumen del cilindro resulta ser {\displaystyle dV=\pi f^{2}(x){\text{d}}x} y la suma de todos estos volúmenes parciales, es el volumen total que resulta en la expresión:

{\displaystyle V=\pi \int _{a}^{b}f^{2}(x)\,{\text{d}}x}

- Si son dos funciones {\displaystyle f(x)} y {\displaystyle g(x)}, el volumen total será la resta del volumen mayor {\displaystyle R} menos el volumen menor {\displaystyle r} tal que

{\displaystyle V=\pi \int _{a}^{b}([R(x)]^{2}-[r(x)]^{2})\,{\text{d}}x}.
- Si el giro es alrededor de una recta paralela al eje {\displaystyle Ox}: {\displaystyle y=K}, entonces la expresión resultante es (siempre que {\displaystyle K<x} en para todo {\displaystyle x}):

{\displaystyle V=\pi \int _{a}^{b}([f(x)-K]^{2}-[g(x)-K]^{2})\,{\text{d}}x}.
- Por último, en el caso en el que {\displaystyle K>x}, es decir la recta {\displaystyle y=K} que se encuentre debajo de las funciones, se debe aplicar:

{\displaystyle V=\pi \int _{a}^{b}([K-f(x)]^{2}-[K-g(x)]^{2})\,{\text{d}}x}.

### Rotación paralela al eje de ordenadasOy{\displaystyle Oy}
Este es otro método que permite la obtención de volúmenes generados por el giro de un área comprendida entre dos funciones cualesquiera, {\displaystyle f(x)} y {\displaystyle g(x)}, en un intervalo {\displaystyle [a,b]}, con {\displaystyle f(x)>g(x)} en el intervalo {\displaystyle [a,b]}. Alrededor de un eje de revolución paralelo al eje de ordenadas cuya expresión es {\displaystyle x=K} siendo {\displaystyle K} constante positiva. La fórmula general del volumen de estos sólidos es:

{\displaystyle V=2\pi \int _{a}^{b}(x-k)[f(x)-g(x)]\,{\text{d}}x}

Nótese que {\displaystyle x-k>0}, por ende, esta fórmula funciona si la recta se encuentra a la izquierda de la región {\displaystyle R} comprendida entre las curvas  {\displaystyle f(x)} y {\displaystyle g(x)}, para que nuestra integral sea positiva.
Esta fórmula se simplifica si giramos la figura plana comprendida entre {\displaystyle y=f(x)}, {\displaystyle y=0}, {\displaystyle x=a} y {\displaystyle x=b}  alrededor del eje {\displaystyle Oy}, ya que el volumen del sólido de revolución viene generado por:

{\displaystyle V=2\pi \int _{a}^{b}xf(x)\,{\text{d}}x} (método de cilindros o capas)